# 쉐보레 애스트로
쉐보레 애스트로(Chevrolet Astro)는 미국의 자동차 메이커 제너럴 모터스가 쉐보레 브랜드로 판매한 미니밴이다. 1985년부터 2005년까지 생산되었다. 형제 차종인 GMC 사파리도 나왔었다.

## 역사

### 초대 (1985년-1995년)
1985년 당시 크라이슬러가 출시, 판매하고 큰 성공을 거뒀던 동급인 닷지 캐러밴과 플리머스 보이저를 대항하기 위해 출시되었다. 처음엔 구동 방식은 후륜구동만 있었지만, 1990년에는 4륜구동도 추가되었다.
엔진은 배기량 2.5 리터 직렬 4 기통 가솔린 엔진과 4.3 리터 V 형 6 기통 가솔린 엔진이 각각 장착되었다. 연비는 V6 엔진 차량에 고속도로 주행시 1US 갤런(약 3.785L) 당 17마일(약 7.1km / L, AWD) 시가지 주행에서 4~5km 정도였다. 서스펜션은 뒷바퀴는 리프 스프링과 리지드 액슬을 더했는데, 전륜 서스펜션은 구동 방식에 따라 다르다. 더블 위시 본식 서스펜션이 기본적으로 장착되어 있지만, 전륜구동은 코일 스프링, AWD는 토션 빔을 채용하였다. 차량 바디의 경우, 당초에 리어 오버행이 짧았지만 1993년부터 리어 오버행을 10인치(약 25cm)늘린 익스텐드 모델이 추가되었고, 1994년부터는 익스텐드가 기본 사양으로 바뀌었다. 트렁크 도어의 경우, 출시 당시에 SUV 스타일의 트렁크 도어만 있었지만, 1992년에는 더치 도어가 추가되었다. 이 문은 백미러의 시야를 확보하기 위해 채용된 것으로, 일반 트렁크 도어에서는 중앙 문 창틀에 시야를 가렸지만, 더치 도어 사양은 중앙문 창틀이 없어진 덕분에 시야가 넓어지고, 리어 와이퍼도 편하게 장비할 수 있게 뒀다.

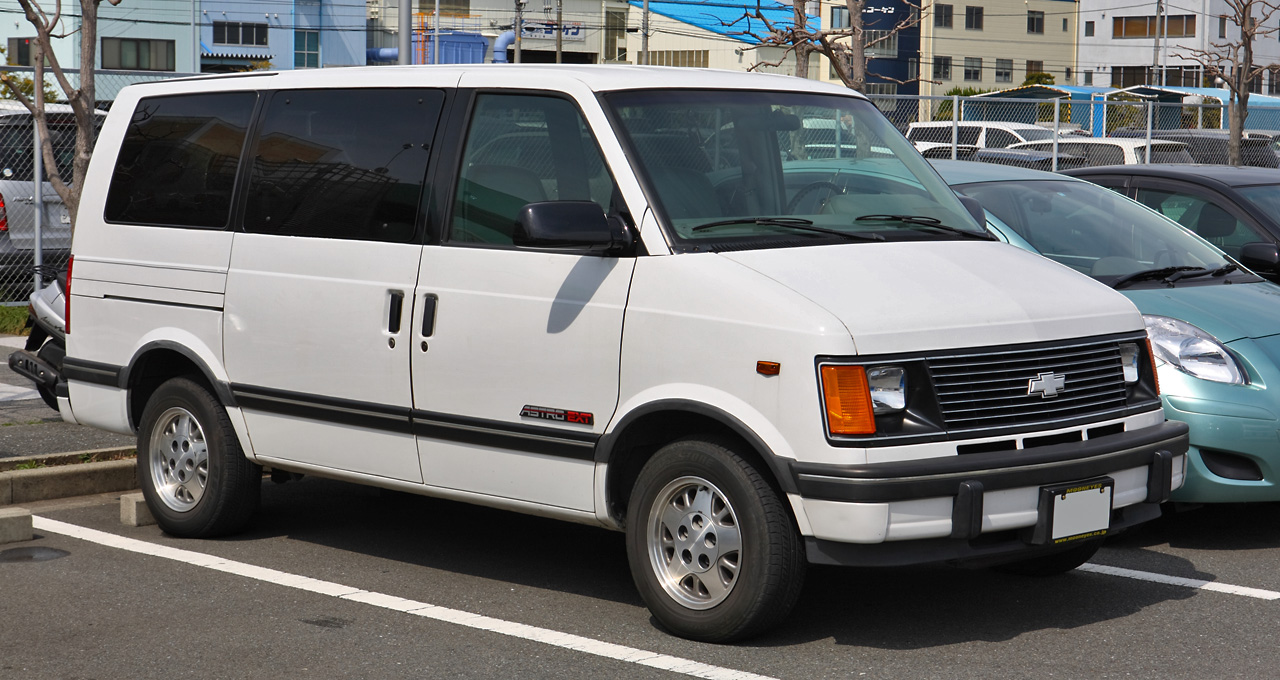
초대 쉐보레 애스트로 EXT
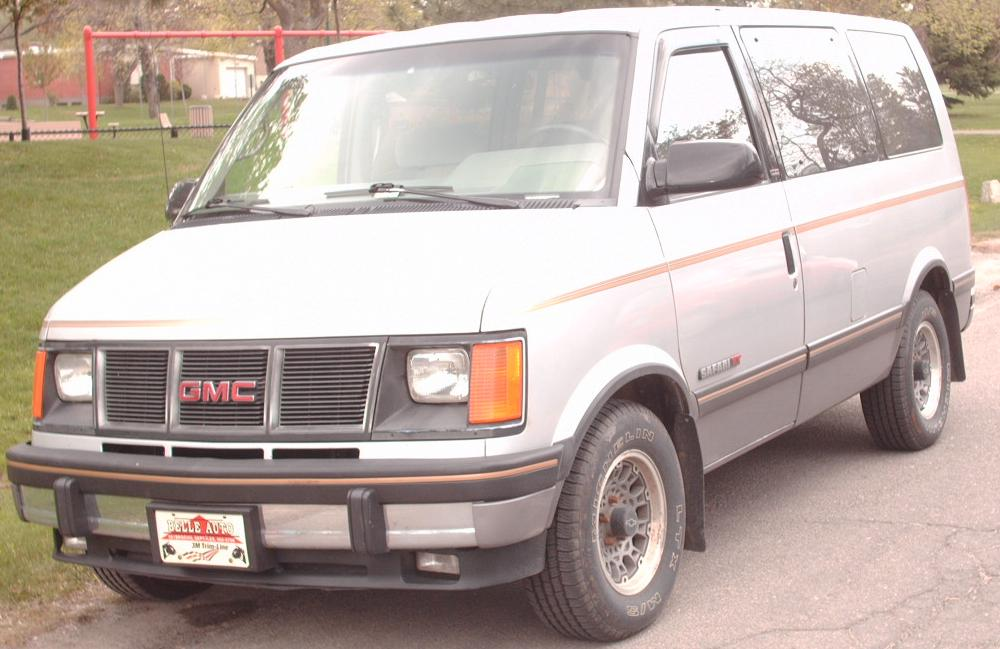
초대 GMC 사파리

### 2대 (1995년-2005년)
1995년에 페이스 리프트를 강행하였다. 외형은 1세대를 계승했으나 전조등이 2개로 바뀌었으며, 1996년에 재설계된 조수석 에어백이 장착되었다. 2003년에 특정 서스펜션 구성 요소, 대형 브레이크, 6개의 러그, 16인치 휠을 장착하면서 섀시가 업그레이드 되었다. 판매 부진으로 인해 2005년 5월 13일에 후속 차종 없이 단종되었다.

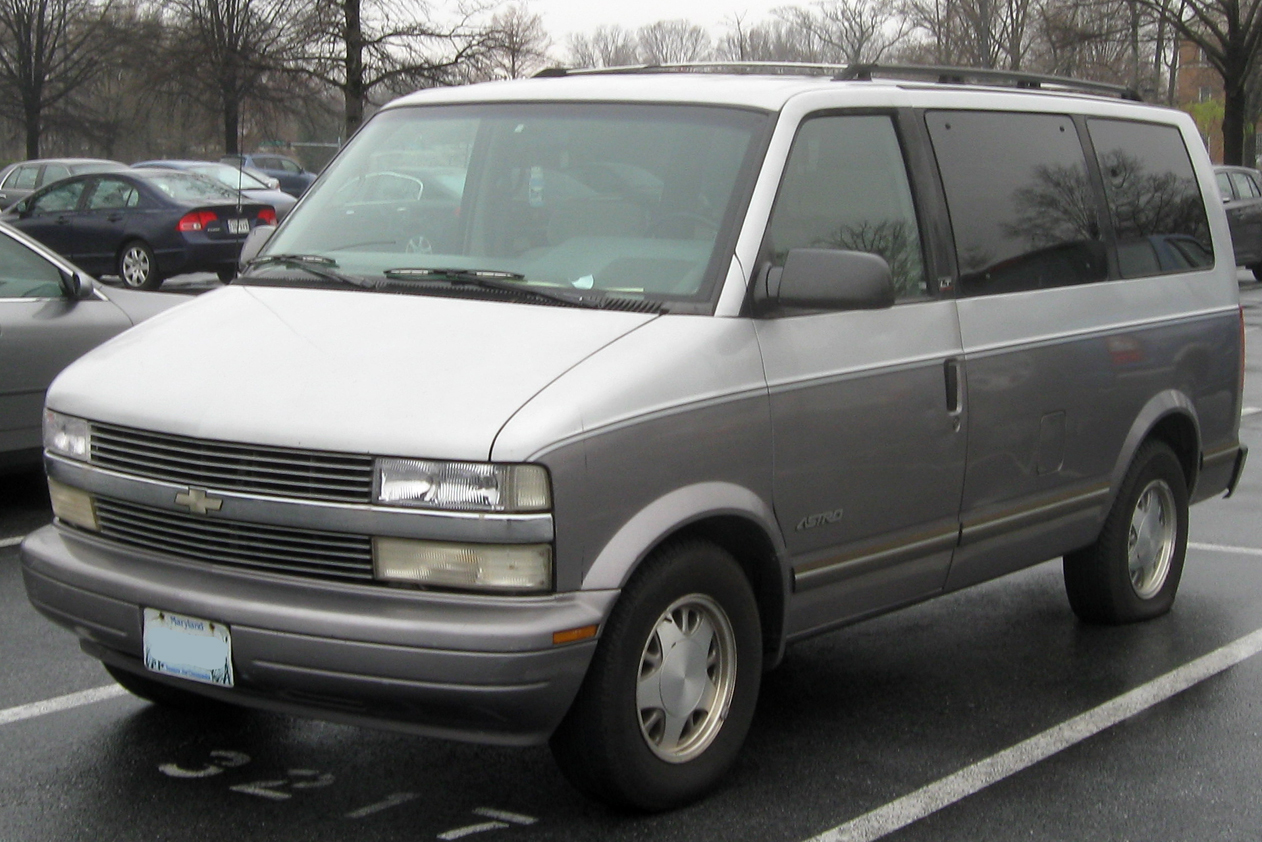
후대 쉐보레 애스트로
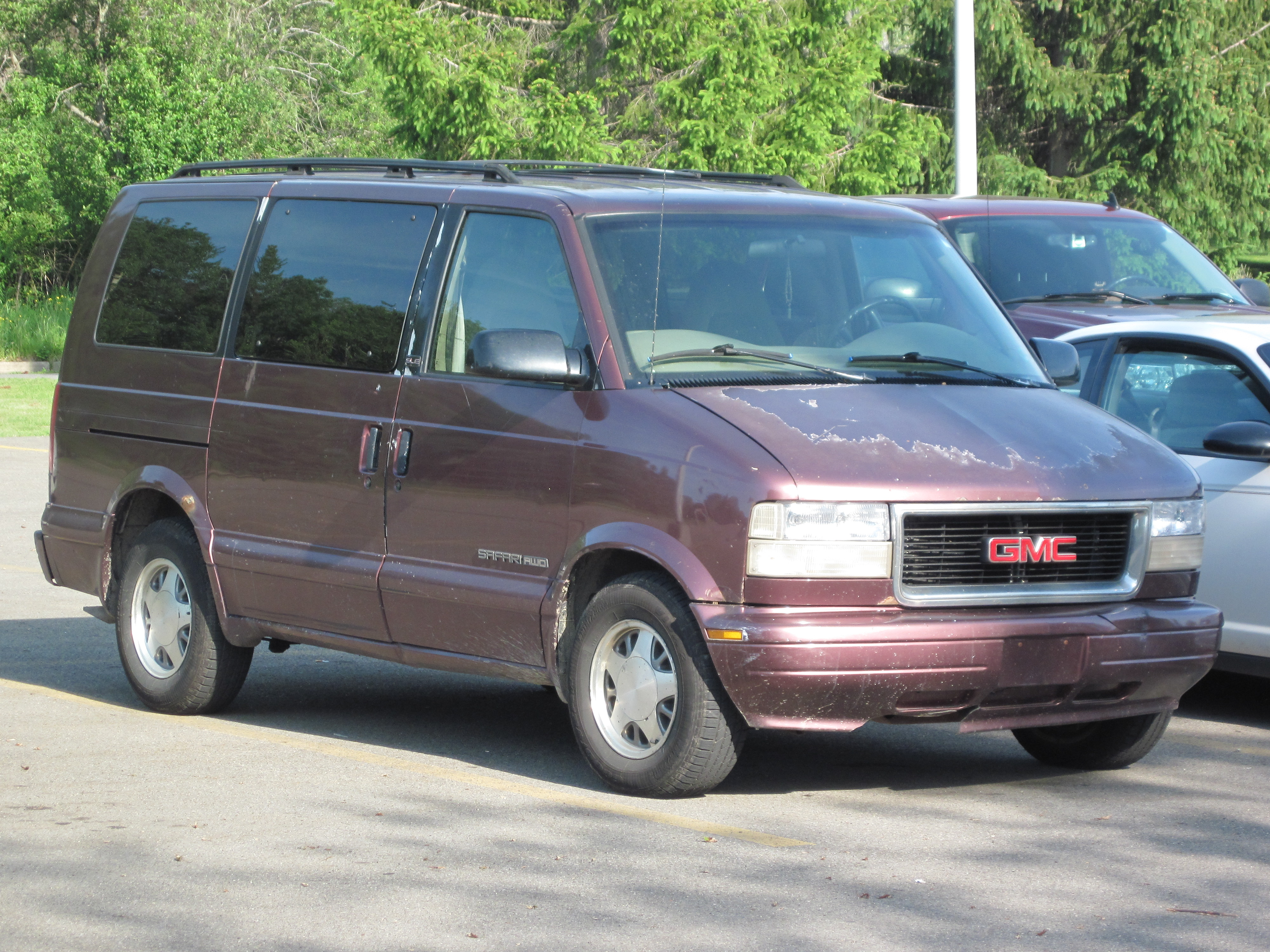
후대 GMC 사파리